# Back to the Light
Back to the Light — первый сольный альбом гитариста рок-группы Queen Брайана Мэя.

## Об альбоме
Первый сольный альбом музыканта, написанный без участия посторонних лиц. 
Брайан в своём альбоме фокусируется на тяжёлом роке, напоминающий творчество Queen в начале 80-х, однако песни из альбома гораздо более эмоциональные и бескомпромиссные, чем работы Queen. Влияние Queen заметно в песне «Love Token» из-за своеобразного диалога в середине песни. Также песня «Let Your Heart Rule Your Head» напоминает песню «'39» с четвёртого альбома Queen A Night at the Opera.
Баллад в альбоме мало. 
Главный хит альбома, песня «Driven by You», была написана для рекламы Ford. Песня «Too Much Love Will Kill You» появляется на альбоме Queen Made in Heaven, но с вокальной партией Фредди Меркьюри.
В записи приняли участие Кози Пауэлл, Дон Эйри, Нил Маррей, Джон Дикон и другие.

## Список композиций
1. «The Dark» – 2:20
2. «Back to the Light» – 4:59
3. «Love Token» – 5:55
4. «Resurrection» – 5:27
5. «Too Much Love Will Kill You» – 4:28
6. «Driven by You» – 4:11
7. «Nothin' But Blue» – 3:31
8. «I'm Scared» – 4:00
9. «Last Horizon» – 4:10
10. «Let Your Heart Rule Your Head» – 3:51
11. «Just One Life» – 3:38
12. «Rollin' Over» – 4:36
13. «Driven by You» (re-mix) – 4:11

## Сертификации
| Страна         | Сертификация | Продажи |
| -------------- | ------------ | ------- |
| Великобритания | Серебро      | 60 000  |

## Чарты
| Год  | Чарт              | Позиция |
| ---- | ----------------- | ------- |
| 1993 | Heatseekers       | 9       |
| 1993 | The Billboard 200 | 159     |